# Thomas Bastiaan Pleyte

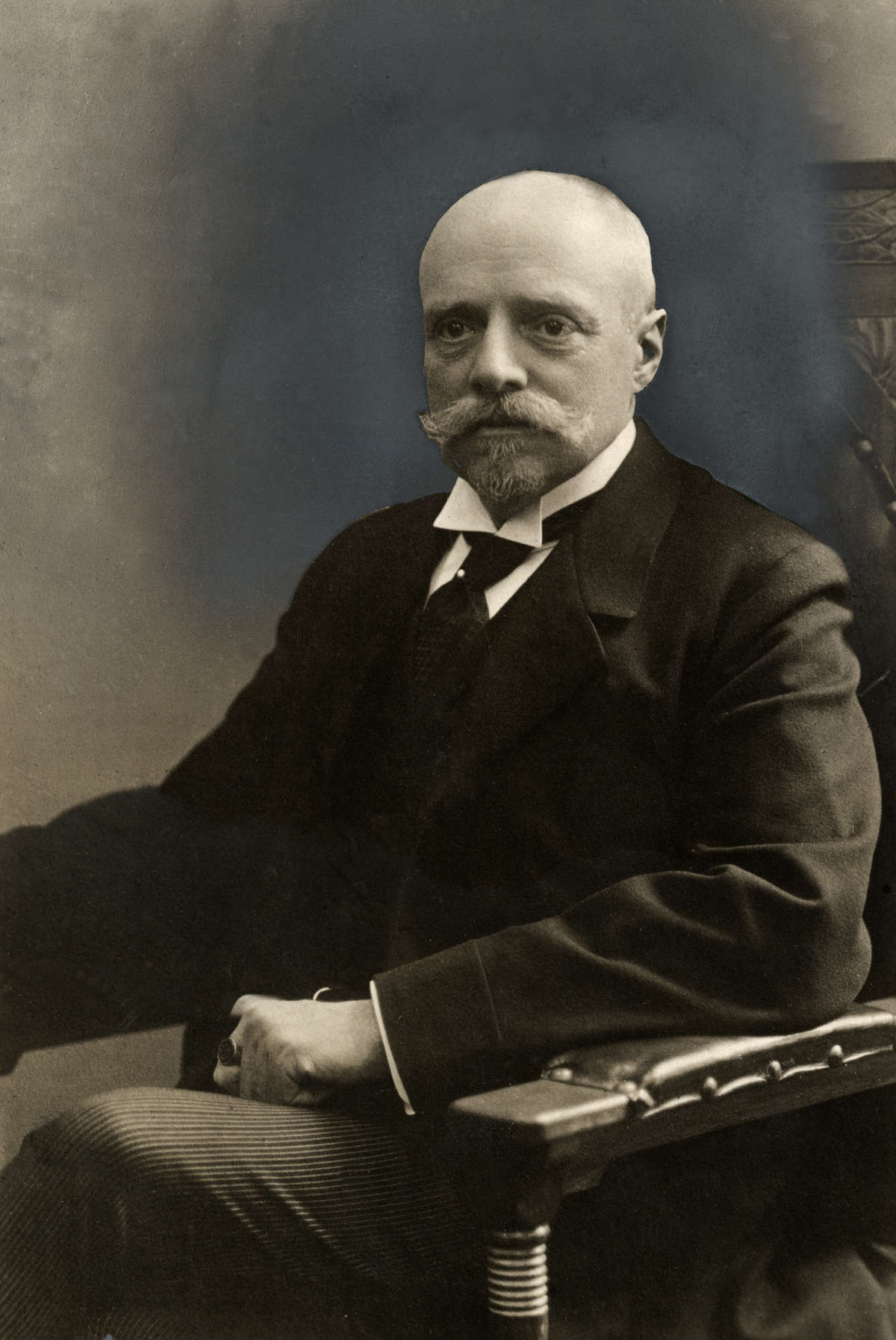
Thomas Bastiaan Pleyte (1913)

Thomas Bastiaan Pleyte (* 23. Oktober 1864 in Leiden, Provinz Zuid-Holland; † 25. März 1926 in Den Haag) war ein niederländischer Rechtsanwalt, Politiker des linksliberalen Vrijzinnig Democratische Bond (VDB) und Diplomat, der Rechtsanwalt in Niederländisch-Ostindien Partner von Conrad Theodor van Deventer, dessen politische Ideen der ethischen Richtung in der Kolonialpolitik (Ethische politiek) er teilte, und war ein Kenner der Kolonie, der Malaiisch und Javanisch beherrschte. Als liberaler Kolonialminister von 1913 bis 1918 im Kabinett Cort van der Linden arbeitete er eng mit dem Generalgouverneur von Niederländisch-Ostindien Alexander Willem Frederik Idenburg von der Anti-Revolutionaire Partij (ARP) zusammen. Während seiner Amtszeit kam es 1916 zur Gründung des Volksrates (Volksraad), der als erster Schritt zur Beteiligung der Einheimischen in Niederländisch-Ostindien angesehen werden kann. Er war zudem zwischen 1922 und 1925 Gesandter in Brasilien sowie von 1925 bis zu seinem Tode 1926 Gesandter in Spanien.

## Leben

### Studium, Rechtsanwalt und erfolglose Kandidatur für die Zweite Kammer
Thomas Bastiaan Pleyte, Sohn des Ägyptologen, Altertumswissenschaftlers und Direktors des Reichsmuseums für Altertümer (Rijksmuseum van Oudheden) in Leiden Willem Pleyte (1836–1903) und dessen Ehefrau Catharina Margaretha Tempelman van der Hoeven, begann nach dem Besuch des Städtischen Gymnasiums Leiden 1886 ein Studium der Rechtswissenschaften an der Universität Leiden. 1891 schloss er dort seine Promotion zum Doktor der Rechte mit der Dissertation Verkoop van geneesmiddelen ab, in der er sich mit dem Verkauf von Arzneimitteln befasste. Im Anschluss ließ er sich als Rechtsanwalt in Niederländisch-Ostindien und war dort in Semarang Partner in der Anwaltskanzlei von Conrad Theodor van Deventer, dessen politischen Ideen der ethischen Richtung in der Kolonialpolitik (Ethische politiek) er teilte. Aufgrund seines Aufenthalts wurde er zu einem Kenner der Kolonie, der auch Malaiisch und Javanisch beherrschte. Er war zudem von 1908 bis 1910 Beauftragter verschiedener Firmen.
Bei den Wahlen zur Zweiten Kammer der Generalstaaten am 17. Juni 1913 kandidierte Pleyte für den linksliberalen Vrijzinnig Democratische Bond (VDB) im Wahlbezirk Amsterdam IX, wurde allerdings im ersten Wahlgang besiegt.

### Kolonialminister sowie Gesandter in Brasilien und Spanien

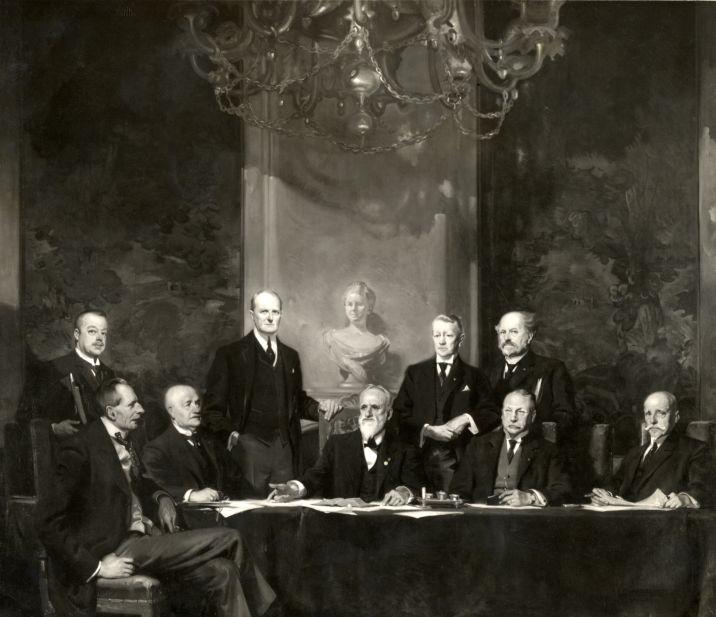
Thomas Bastiaan Pleyte (sitzend, 1. v.r.) mit den anderen Mitgliedern aus dem Kabinett Cort van der Linden.

Am 29. August 1913 wurde Pleyte im Kabinett Cort van der Linden zum Kolonialminister (Minister van Koloniën) ernannt und bekleidete dieses Ministeramt bis zum Ende der Amtszeit dieses Kabinetts am 9. September 1918. Er fungierte vom 27. September 1913 bis 9. September 1918 zudem als vorübergehender Sekretär des Kabinetts (Tijdelijk secretaris van de ministerraad) und fungierte damit im Falle von Abwesenheiten von Ministerpräsident Pieter Cort van der Linden.
Als Kolonialminister arbeitete er eng mit dem Generalgouverneur von Niederländisch-Ostindien Alexander Willem Frederik Idenburg von der Anti-Revolutionaire Partij (ARP) zusammen, der bis 1916 Generalgouverneur war. Im Dezember 1914 trat er gemeinsam mit Finanzminister Willem Treub aus dem VDB wegen dessen Ablehnung des Entwurfs des Kreditgesetz (Leningwet) bei der Abstimmung in der Zweiten Kammer aus. 1915 wurde eine Änderung von Artikel 111 der Regierungsverordnung (Regeringsreglement) herbeigeführt, die im Prinzip das Vereinigungs- und Versammlungsrecht in Niederländisch-Ostindien anerkannte. 1916 wurde das Gesetz zur Errichtung eines Volksraads für Niederländisch-Ostindien (Wet inzake instelling van een Volksraad voor Nederlands-Indië) verabschiedet. Dies war ein inoffizielles Beratungsgremium des Generalgouverneurs. Der Rat bestand aus 39 Mitgliedern, von denen 19 von den Gemeinderäten gewählt und die anderen Mitglieder vom Generalgouverneur ernannt wurden. Mindestens ein Viertel der Mitglieder mussten Einheimische sein. Der Volksraad trat öffentlich zusammen. Die Beratung durch den Volksraad war obligatorisch in Bezug auf militärische Verpflichtungen, das Budget, die Verteilung des Leistungsguthabens, die Deckung eines etwaigen Fehlbetrags und die Aufnahme von Krediten. Der Volksraad nahm seine Tätigkeit offiziell 1918 auf. Nach dem Ende der Amtszeit von Generalgouverneur Idenburg ernannte er am 21. März 1916 Johan Paul van Limburg Stirum zum neuen Generalgouverneur von Niederländisch-Ostindien. Ein von ihm 1917 vorgelegter (neuer) Gesetzentwurf zur Ausbeutung der Ölfelder von Djambi auf Sumatra blieb unvollendet.
Am 18. April 1922 wurde Thomas Bastiaan Pleyte zum Außerordentlichen Gesandten und bevollmächtigten Minister in Brasilien und verblieb auf diesem Posten bis zum 1. April 1925. Im Anschluss wurde er nach Ernennung durch Königlichen Erlass vom 26. Februar 1925 am 1. Mai 1925 Außerordentlicher Gesandter und bevollmächtigter Minister in Spanien und bekleidete dieses Amt bis zu seinem Tode am 25. März 1926. Er war zwei Mal verheiratet. In erster Ehe heiratete er am 27. September 1898 in Batavia Sophia Wilhelmina Hermine de Roo de la Faille (1864–1919). Nach deren Tod heiratete er am 8. September 1921 in Den Haag Anna Theresia van Naerssen (1867–1950). Nach seinem Tode und seiner Einäscherung wurde er auf dem Friedhof von Driehuis-Westerveld bestattet.

## Veröffentlichungen
- Verkoop van geneesmiddelen, Dissertation, Universität Leiden, 1891

in deutscher Sprache
- Niederländische Kolonialpolitik im fernen Osten, Verlag Moritz Diesterweg, Frankfurt am Main 1922